# 孟重
孟重（1515年—？），字汝器，號蘴麓，陝西西安府渭南縣人，軍籍，明朝政治人物。

## 生平
嘉靖十九年（1540年）庚子科陝西鄉試第四十八名舉人。嘉靖三十二年（1553年）中式癸丑科會試第一百八十五名，三甲第一百五十五名進士。户部观政，授河南固始知县，调浙江仁和县，三十八年起復補滑县，升兵部主事。累官山東霸州兵备副使，隆慶三年（1569年）六月升河南左参政，四年三月升都察院右僉都御史、巡撫宣府，五年九月以清理邊饷功及軍功，升俸二级。
萬曆二年（1574年）闰十二月，起任右佥都御史、河南巡抚。五年二月升为右副都御史、巡抚保定兼督紫荆关，六年升协理京营戎政兵部右侍郎，七年四月以多次被弹劾，准致仕。

## 家族
曾祖孟昇；祖父孟聰；父孟守陽，母馬氏；繼母王氏。